# Теорія трансцендентних чисел
Теорія трансцендентних чисел — розділ теорії чисел, вивчає трансцендентні числа, тобто числа (дійсні або комплексні), які не можуть бути коренями жодного многочлена з цілими коефіцієнтами. Наприклад, такі важливі константи аналізу, як {\displaystyle \pi } і e, є трансцендентними, а {\displaystyle {\sqrt {2}}} не є, оскільки {\displaystyle {\sqrt {2}}} є коренем многочлена {\displaystyle x^{2}-2.}
Одна з головних проблем цієї теорії — з'ясувати, чи є задане число трансцендентним чи ні. Методи і результати теорії трансцендентних чисел широко застосовуються під час дослідження діофантових рівнянь.

## Трансцендентні числа
Згідно з основною теоремою алгебри, будь-який ненульовий многочлен з цілими коефіцієнтами має комплексний корінь. Іншими словами, для будь-якого многочлена {\displaystyle P(x)} з цілими коефіцієнтами існує комплексне число {\displaystyle \alpha } таке, що {\displaystyle P(\alpha )=0.} Теорія трансцендентних чисел розглядає переважно обернене питання: дано комплексне число {\displaystyle \alpha }; визначити, чи існує многочлен {\displaystyle P(x)} з цілими коефіцієнтами такий, що {\displaystyle P(\alpha )=0.} Якщо доведено, що такого многочлена не існує, то цим самим доведено трансцендентність числа {\displaystyle \alpha }.
Сукупність усіх коренів многочленів з цілими коефіцієнтами називається множиною алгебричних чисел. Наприклад, кожне раціональне число {\displaystyle {m \over n}} є алгебричним як корінь многочлена {\displaystyle nx-m;} всілякі кінцеві комбінації радикалів довільного степеня з цілих чисел також належать до алгебричних чисел. Таким чином, усі комплексні числа поділяються на два неперетинні класи — алгебричні і трансцендентні. Як з'ясувалося, трансцендентних чисел у деякому сенсі значно більше, ніж алгебричних (див. нижче).
На відміну від множини алгебричних чисел, яка є полем, трансцендентні числа не утворюють ніякої алгебричної структури відносно арифметичних операцій — результат додавання, віднімання, множення і ділення трансцендентних чисел може бути як трансцендентним, так і алгебричним числом. Однак деякі обмежені способи отримати трансцендентне число з іншого трансцендентного існують.
1. Якщо t — трансцендентне число, то {\displaystyle -t} і {\displaystyle 1/t} також трансцендентні.
2. Якщо a — алгебричне число, не рівне нулю, t — трансцендентне, то {\displaystyle a\pm t,\ at,\ a/t,\ t/a} трансцендентні.
3. Якщо t — трансцендентне число, а {\displaystyle n} — натуральне, то {\displaystyle t^{n}} і {\displaystyle {\sqrt[{n}]{t}}} трансцендентні.

## Історія

### Наближення раціональними числами: від Ліувіля до Рота
Поняття трансцендентних чисел, що протиставлені алгебричним, сходить до сімнадцятого століття, коли Готфрід Ляйбніц довів, що синус не є алгебричною функцією. Докладніше це питання в 1740-і роки розглянув Ейлер; він заявив, що значення логарифма {\displaystyle \log _{a}{b}} для раціональних чисел {\displaystyle a,b} не є алгебричним, за винятком випадку, коли {\displaystyle b=a^{c}} для деякого раціонального {\displaystyle c.} Це твердження Ейлера виявилося правильним, але залишалось не доведеним аж до XX століття. Ейлеру належать і самі терміни: алгебричне і трансцендентне число (в роботі 1775 року).
Перші конкретні приклади трансцендентних чисел навів Жозеф Ліувілль у 1840-х роках за допомогою неперервних дробів. Пізніше, в 1850-х роках, він сформулював необхідну умову того, щоб число було алгебричним; відповідно якщо ця умова порушується, то число напевно трансцендентне. За допомогою такого критерію він описав широкий клас трансцендентних чисел, який отримав назву «чисел Ліувілля». Пізніше встановлено, що числа Ліувілля утворюють на дійсній числовій осі всюди щільну множину, що має потужність континууму і, разом з тим, нульову міру Лебега.
Критерій Ліувілля по суті означає, що алгебричні числа не можна добре апроксимувати (наблизити) раціональними числами (див. Теорема Ліувілля про наближення алгебричних чисел). Таким чином, якщо число добре апроксимується раціональними числами, то воно мусить бути трансцендентним. Точний зміст поняття «добре апроксимується» у Ліувілля такий: якщо {\displaystyle \alpha } є алгебричним числом степеня {\displaystyle d\geqslant 2} і ε — будь-яке додатне число, то нерівність
{\displaystyle \left|\alpha -{\frac {p}{q}}\right|<{\frac {1}{q^{d+\varepsilon }}}}
може мати лише скінченне число раціональних розв'язків {\displaystyle p/q.} Таким чином, для доведення трансцендентності слід переконатися, що за будь-яких {\displaystyle d} і {\displaystyle \varepsilon >0} існує нескінченно багато розв'язків зазначеної нерівності.
У XX столітті праці Акселя Туе, Карла Зігеля і Клауса Рота дозволили спростити перевірку нерівності Ліувілля, замінивши вираз {\displaystyle d+\varepsilon } спочатку {\displaystyle d/2+\varepsilon +1,} а потім (1955 рік) на {\displaystyle 2+\varepsilon .} Вважалось, що цього результату, відомого як теорема Туе — Зігеля — Рота, вже не можна покращити, оскільки перевірено, що заміна {\displaystyle 2+\varepsilon } на 2 дає помилкове твердження. Однак Серж Ленг запропонував поліпшення версії Рота; зокрема, він припустив, що {\displaystyle q^{2+\varepsilon }} можна замінити меншим виразом {\displaystyle q^{2}\ln(q)^{1+\varepsilon }}.
Теорема Рота ефективно завершила роботу, розпочату Ліувіллем, вона дозволила математикам довести трансцендентність багатьох чисел — наприклад, сталої Чемпернауна. Проте ця методика недостатньо сильна, щоб виявити всі трансцендентні числа; зокрема, вона незастосовна до чисел {\displaystyle e} і {\displaystyle \pi }.

### Допоміжні функції: від Ерміта до Бейкера
Для аналізу таких чисел, як {\displaystyle e} і {\displaystyle \pi ,} в дев'ятнадцятому столітті розроблено інші методи. Зазначені дві константи, як відомо, пов'язані тотожністю Ейлера. Зручним інструментом аналізу стали так звані допоміжні функції, які мають багато нулів у досліджуваних точках. Тут багато нулів може означати буквально велике число нулів, або всього один нуль, але з високою кратністю, або навіть багато нулів з високою кратністю кожен.
Шарль Ерміт 1873 року, щоб довести трансцендентність {\displaystyle e,} використовував допоміжні функції, які апроксимують функцію {\displaystyle e^{kx}} для кожного натурального числа {\displaystyle k}. У 1880-ті роки Фердинанд фон Ліндеман використав результати Ерміта для того, щоб довести: якщо {\displaystyle \alpha } — ненульове алгебричне число, то {\displaystyle e^{\alpha }} трансцендентне. Зокрема, звідси випливає, що {\displaystyle \pi } трансцендентне, оскільки {\displaystyle e^{i\pi }} є алгебричним числом (рівне -1). Це відкриття закриває таку відому проблему античності, як «квадратура круга». Інший клас чисел, чия трансцендентність випливає з теореми Ліндемана — логарифми алгебричних чисел.
Подальшим розвитком теми зайнявся Карл Веєрштрасс, який опублікував 1885 року теорему Ліндемана — Веєрштрасса. Він значно розширив клас чисел з доведеною трансцендентністю, включивши до нього значення функцій синуса і косинуса майже для всіх алгебричних значень аргументів.
1900 року Давид Гільберт у своїй відомій доповіді на Другому міжнародному конгресі математиків перелічив найважливіші математичні проблеми. В сьомій з них, одній з найважчих (за його оцінкою), порушено питання про трансцендентність чисел виду {\displaystyle a^{b},} де {\displaystyle a,b} — алгебричні числа, {\displaystyle a} не нуль і не одиниця, а {\displaystyle b} ірраціональне. У 1930-х роках Олександр Гельфонд і Теодор Шнайдер довели, що всі такі числа справді трансцендентні (теорема Гельфонда — Шнайдера). Автори використовували для доведення неявну допоміжну функцію, існування якої гарантує лема Зігеля. З теореми Гельфонда — Шнайдера випливає трансцендентність таких чисел, як {\displaystyle e^{\pi }}, {\displaystyle 2^{\sqrt {2}}} і сталої Гельфонда.
Наступний важливий результат отримано в 1960-х роках, коли Алан Бейкер просунувся у розв'язанні проблеми, поставленої Гельфондом, яка стосується лінійних форм над логарифмами. Раніше Гельфонду вдалося знайти нетривіальну нижню межу для виразу:
{\displaystyle |\beta _{1}\log \alpha _{1}+\beta _{2}\log \alpha _{2}|\,}
де всі чотири невідомі величини є алгебричними, причому {\displaystyle \alpha _{1},\alpha _{2}} не дорівнюють нулю або одиниці, а {\displaystyle \beta _{1},\beta _{2}} ірраціональні. Знайти аналогічні нижні межі для суми трьох і більше логарифмів Гельфонду не вдалося. Доведення теореми Бейкера містило знаходження таких меж і рішення проблеми числа класів Гауса. Ця робота принесла Бейкеру премію Філдса 1970 року за її використання для розв'язання діофантових рівнянь.
З теореми Бейкера випливає, що якщо {\displaystyle \alpha _{1}\dots \alpha _{n}} — алгебричні числа, які не дорівнюють нулю, або одиниці, і {\displaystyle \beta _{1}\dots \beta _{n}} — алгебричні числа такі, що {\displaystyle 1,\beta _{1}\dots \beta _{n}} лінійно незалежні над полем раціональних чисел, то число {\displaystyle \alpha _{1}^{\beta _{1}}\alpha _{2}^{\beta _{2}}\cdots \alpha _{n}^{\beta _{n}}} трансцендентне.

### Інші методи: Кантор і Зільбер
1874 року Георг Кантор, розробляючи свою теорію множин, довів, що алгебричні числа можна поставити у взаємно-однозначну відповідність із множиною натуральних чисел. Іншими словами, множина алгебричних чисел зліченна, а тоді множина трансцендентних чисел повинна бути не тільки нескінченною, але й більш ніж зліченною (континуально). Пізніше, 1891 року, Кантор використав для доведення простіший і звичніший діагональний метод. Зустрічаються думки, що ці результати Кантора непридатні для побудови конкретних трансцендентних чисел, однак на ділі доведення в обох вищезазначених документах дають методи побудови трансцендентних чисел. Кантор використав теорію множин для доведення повноти множини трансцендентних чисел.
Однією з останніх тенденцій при розв'язуванні задач теорії трансцендентних чисел стало використання теорії моделей. Проблема полягає в тому, щоб визначити степінь трансцендентності поля
{\displaystyle K=\mathbb {Q} (x_{1},\ldots ,x_{n},e^{x_{1}},\ldots ,e^{x_{n}})}
для комплексних чисел {\displaystyle x_{1},\ldots ,x_{n},} які є лінійно незалежними над полем раціональних чисел. Стівен Шануель (Stephen Schanuel) припустив, що відповідь, принаймні, n, але доведення цього поки що немає. У 2004 році, правда, Борис Зільбер опублікував роботу, яка використовує теоретико-модельні методи, щоб створити структуру, яка поводиться дуже схоже на комплексні числа, забезпечені операціями додавання, множення і піднесення до степеня. Крім того, в цій абстрактній структурі гіпотеза Шануеля дійсно виконується. На жаль, поки немає впевненості, що ця структура дійсно така ж, як комплексні числа з названими операціями.

## Підходи
Вище вже згадувалося, що множина алгебричних чисел всього лиш зліченна і, отже, «майже всі» числа трансцендентні. Трансцендентність числа, таким чином, є типовим випадком; проте зазвичай не просто довести, що дане число є трансцендентним. З цієї причини теорія трансцендентності часто надає перевагу більш кількісному підходу: нехай дано комплексне число α; питається, наскільки близько воно до алгебричних чисел? Наприклад, якщо вдається показати, що ніяке зростання степеня многочлена або його коефіцієнтів не може зробити α його коренем, то це число має бути трансцендентним.
Для реалізації цієї ідеї можна знайти нижню межу форми:
{\displaystyle |P(\alpha )|>F(A,d),}
де права сторона — деяка додана функція, що залежить від деякої міри {\displaystyle A} коефіцієнтів многочлена та його степеня {\displaystyle d;} нижня межа («міра трансцендентності») визначається за всіма ненульовими многочленами. Випадок {\displaystyle d=1} відповідає класичній задачі діофантових наближень, тобто пошуку нижньої межі для виразу:
{\displaystyle |ax+b|}
Методи теорії трансцендентності та діофантових наближень мають багато спільного: вони обидва використовують концепцію допоміжних функцій.

## Узагальнення
Визначення трансцендентності можна узагальнити. Набір чисел {\displaystyle \alpha _{1}\dots \alpha _{n}} називається алгебрично незалежним над полем {\displaystyle K}, якщо існує ненульовий многочлен {\displaystyle P(x_{1}\dots x_{n})} з цілими коефіцієнтами в {\displaystyle K} такий, що {\displaystyle P(\alpha _{1}\dots \alpha _{n})=0.} Для поля раціональних чисел і набору з одного числа {\displaystyle \alpha } це визначення збігається з наведеним вище визначенням трансцендентності. Розроблена також теорія трансцендентних p-адичних чисел.

## Відкриті проблеми
Згадана вище теорема Гельфонда — Шнайдера відкрила великий клас трансцендентних чисел, але цей клас лише зліченний, і для багатьох важливих констант досі не відомо, чи трансцендентні вони. Не завжди навіть відомо, що вони є ірраціональними. Серед них, наприклад, різні поєднання {\displaystyle \pi } і e, стала Апері, стала Ейлера — Маскероні.
Досягнення в теорії стосуються переважно чисел, пов'язаних з експонентою. Це означає, що потрібні зовсім нові методи. Головна проблема в теорії трансцендентності — довести, що конкретний набір трансцендентних чисел є алгебрично незалежним, це більш сильне твердження, ніж те, що окремі числа в наборі трансцендентні. Ми знаємо, що {\displaystyle \pi } і e трансцендентні, але це не означає, що трансцендентним е {\displaystyle \pi +e} або інші комбінації цих чисел (за винятком {\displaystyle e^{\pi },} сталої Гельфонда, яка, як вже відомо, трансцендентна). Гіпотеза Шануеля вирішує проблему {\displaystyle \pi +e,} однак вона також стосується тільки чисел, пов'язаних з експонентою.